# Phygadeuon subfuscus
Phygadeuon subfuscus là một loài tò vò trong họ Ichneumonidae.